# Wiesław Rybak
Wiesław Rybak (ur. 1951 r.) – polski inżynier mechanik. Absolwent Politechniki Wrocławskiej. Od 2007 r. profesor na Wydziale Mechaniczno-Energetycznym Politechniki Wrocławskiej.